# Bobby Sands
Bobby Sands (Abbots Cross, Newtownabbey), 9 maart 1954 - Maze-gevangenis, 5 mei 1981) was een lid van de IRA. Hij werd bekend doordat hij overleed als gevolg van de Noord-Ierse hongerstaking van 1981 in de Maze-gevangenis in Noord-Ierland. Met de hongerstaking wilden IRA-gevangenen afdwingen dat ze door de Britse regering zouden worden behandeld als politiek gevangenen.

## Biografie
Sands werd geboren als zoon van praktiserend katholieken. In 1960 verhuisde het gezin Sands naar Rathcoole, na pesterijen door loyalisten. In juni 1972 verhuisde het gezin opnieuw, dit keer naar West-Belfast. In hetzelfde jaar huwde Sands Geraldine Noade, die een jaar later een zoon kreeg, genaamd Gerard. Toen Sands actief lid werd van de republikeinse beweging, eindigde zijn huwelijk met Geraldine. Zij verhuisde met Gerard naar Engeland.
In 1972 woedde het conflict, meer bekend onder de naam The Troubles, in alle hevigheid. Op dat moment werd Sands lid van de Provisional Irish Republican Army. In oktober van hetzelfde jaar kwam hij voor het eerst in aanraking met politie en justitie en werden in zijn huis vuurwapens ontdekt. Sands werd veroordeeld tot een celstraf van 5 jaar. Na vier jaar, in 1976, kwam Sands vrij. Hij hernam onmiddellijk zijn actieve rol in de strijd van de IRA. Toen hij hetzelfde jaar in een vuurgevecht met de Noord-Ierse politie (RUC) opnieuw opgepakt werd, wachtte hem een zware veroordeling: Sands ging voor 14 jaar de cel in.
Sands kwam terecht in de Maze-gevangenis in Long Kesh (Darnsdale). Vanwege het grote aantal gevangenen in die tijd, startte men met de bouw van de ‘H-blokken’. In de gevangenis hield Sands zich bezig met poëzie en journalistiek werk. Zijn artikelen werden in de Ierse Republikeinse krant An Phoblacht gepubliceerd. Sands klom in 1980 op tot IRA-officier in de Maze-gevangenis. Op 1 maart 1981, acht dagen voor zijn 27e verjaardag, begon Sands een hongerstaking om meer rechten voor IRA-gevangenen af te dwingen. Bij tussentijdse verkiezingen in april 1981 werd Sands gekozen als parlementslid voor Fermanagh en South Tyrone, hetgeen de hongerstaking veel publiciteit bezorgde. Na een hongerstaking van 66 dagen overleed Sands; zo'n 100.000 mensen woonden zijn begrafenis bij. Na hem overleden nog 9 andere IRA-hongerstakers als gevolg van hun actie.

## Verfilming
- Het verhaal over Sands' laatste maanden werd verfilmd door regisseur Steve McQueen onder de titel Hunger (2008).
- In de film Some Mother's Son (1996) wordt de rol van Sands vertolkt door John Lynch.